# Отейський оранжерейний сад
Отейський оранжерейний сад (фр. Jardin des Serres d'Auteuil) — сад, розташований в Булонському лісі. Отейський оранжерейний сад є структурним підрозділом Паризького ботанічного саду. Сад засновано в 1898 році Жаном Камілем Форміже (фр. Jean Camille Formigé, 1845—1926). Спершу сад називався «Муніципальна флористика» (Fleuriste Municipale) й використовувався для масового вирощування квітів для потреб міста.

## Колекції
У саду є цінна колекція ендемічних рослин Нової Каледонії (130 таксонів, зокрема багато араукарій. Інша цікава колекція — рослини зони Сахеля (55 таксонів).
Особливо багате зібрання орхідей (515 таксонів), бегоній (580 таксонів), фікусів (120 таксонів), філодендронів (60 таксонів).

## Галерея

Jardin des serres d'Auteuil, Paris.

### Велика головна оранжерея

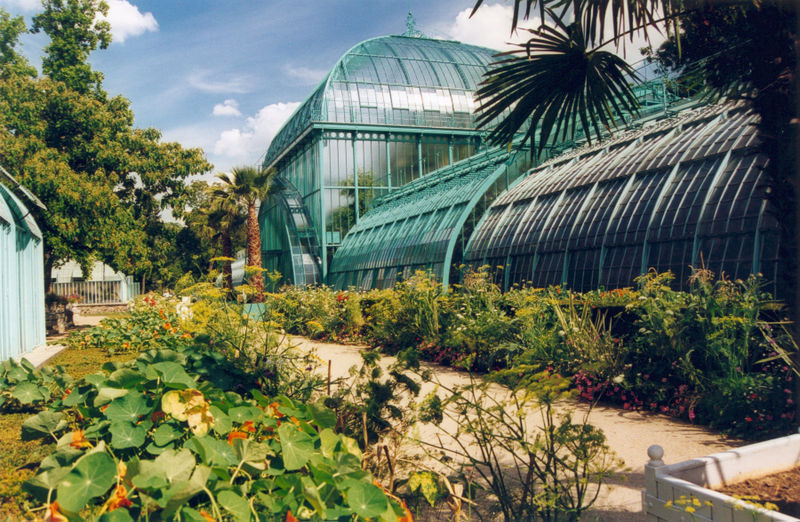
Екстер'єр
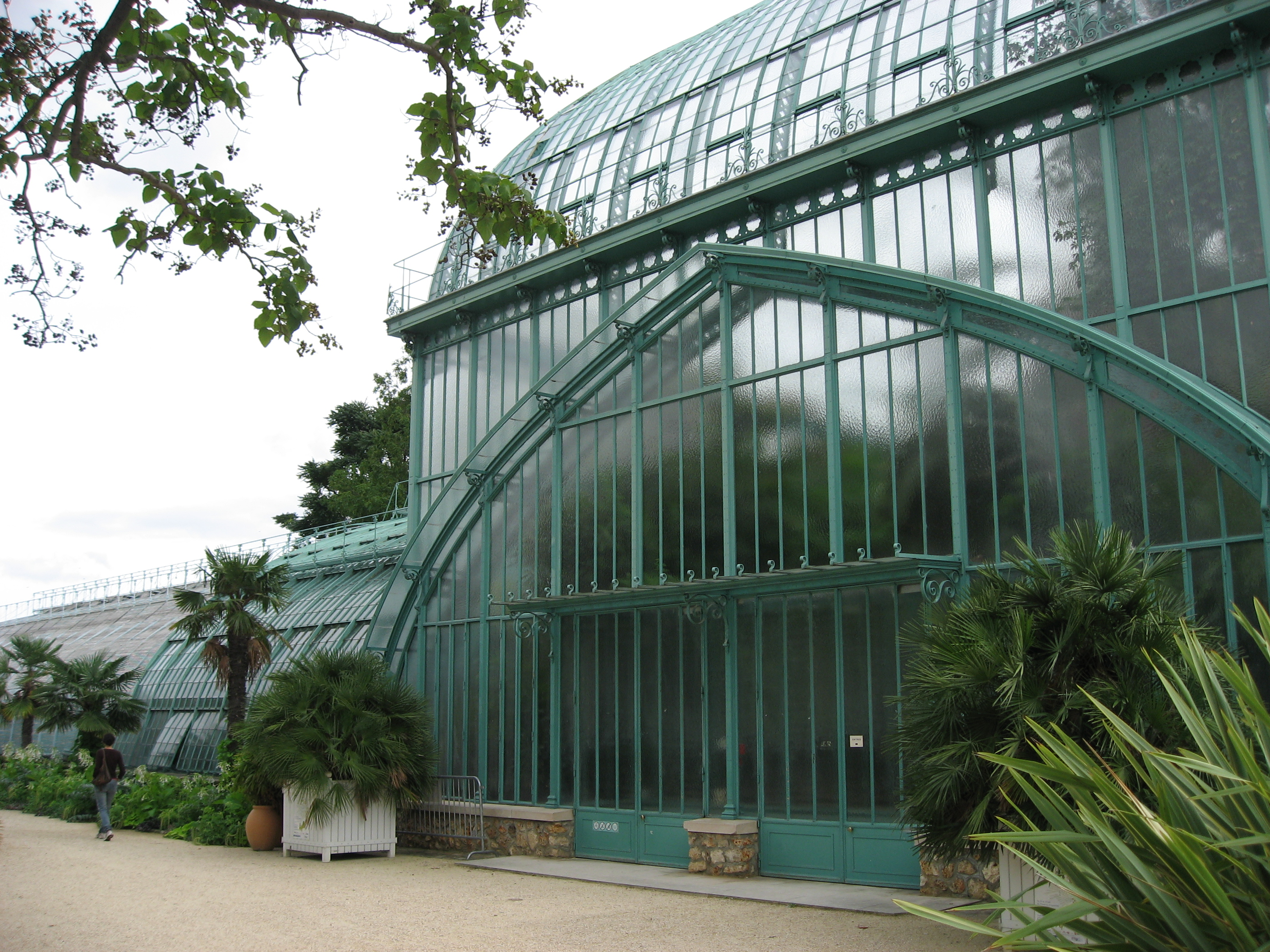
Екстер'єр
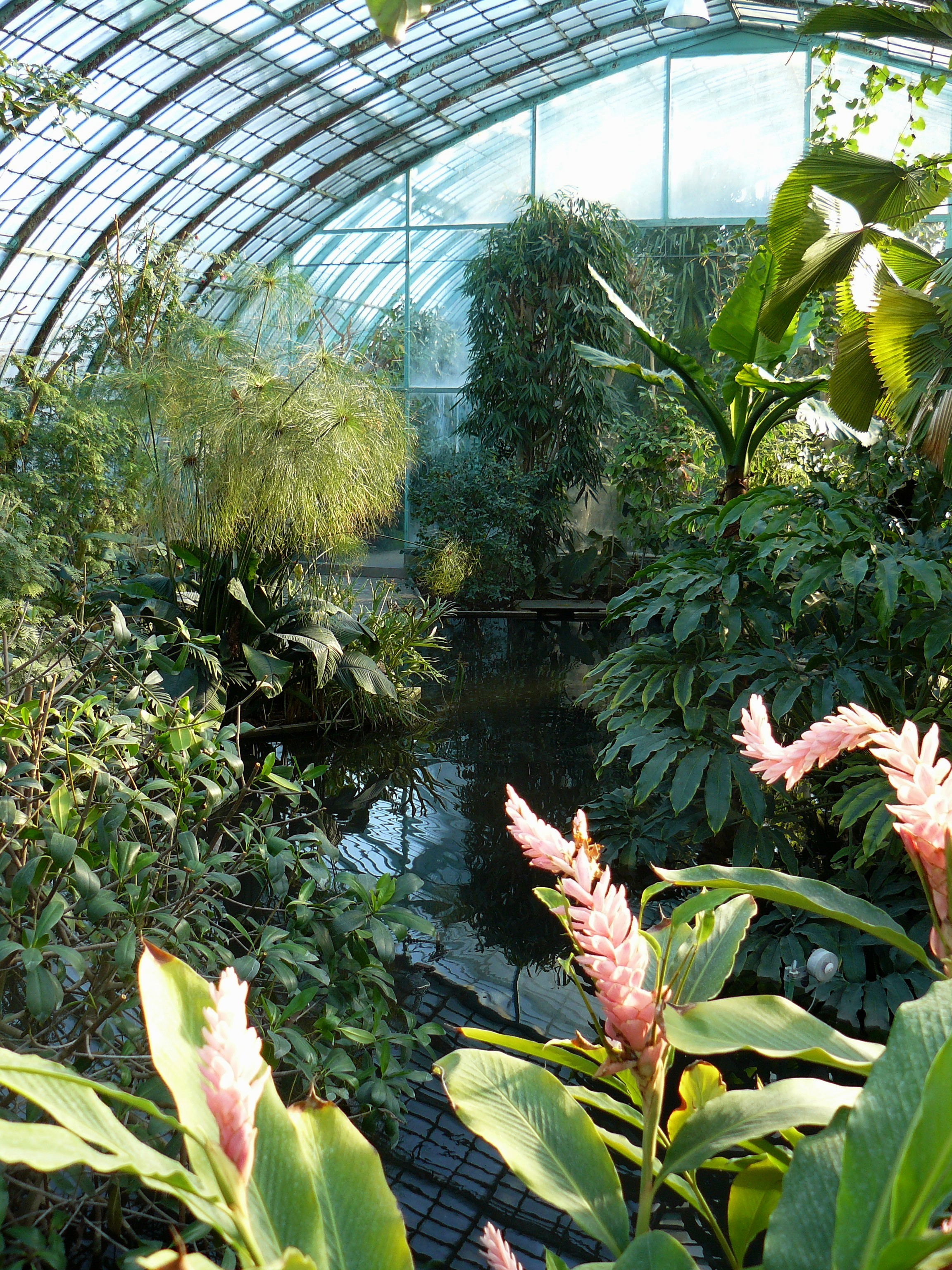
Інтер'єр
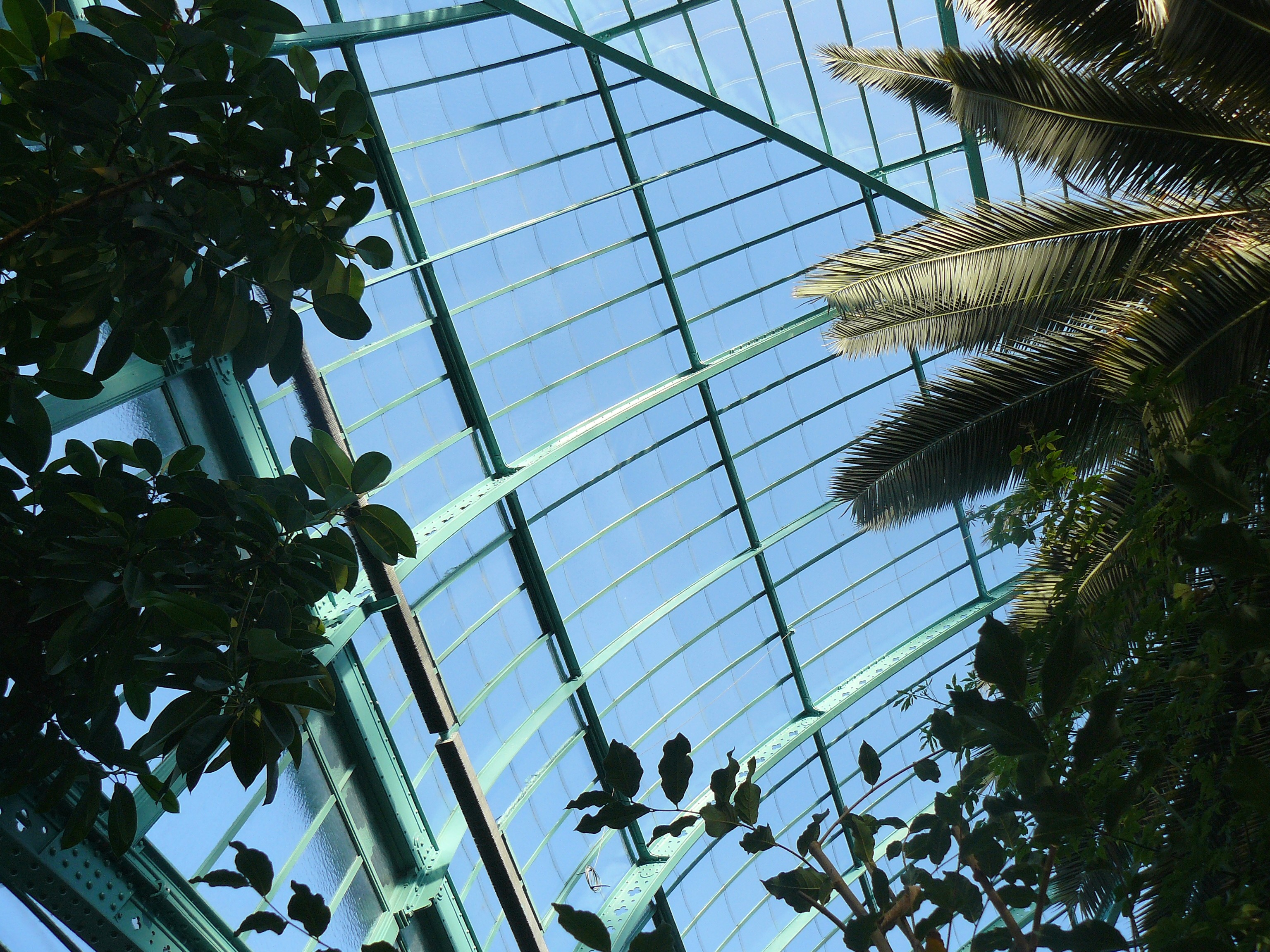
Інтер'єр

### Центральна галявина

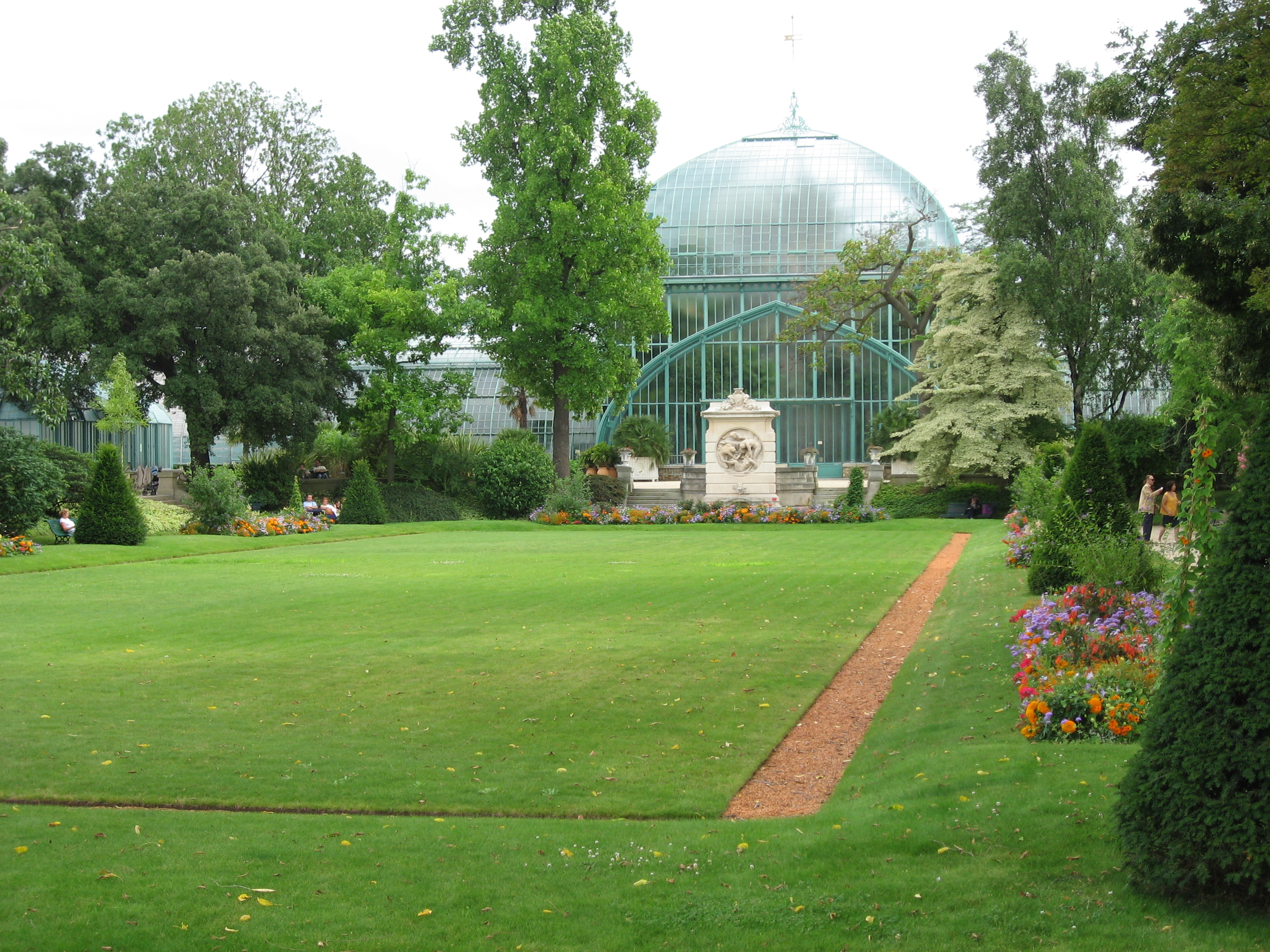
Велика головна оранжерея
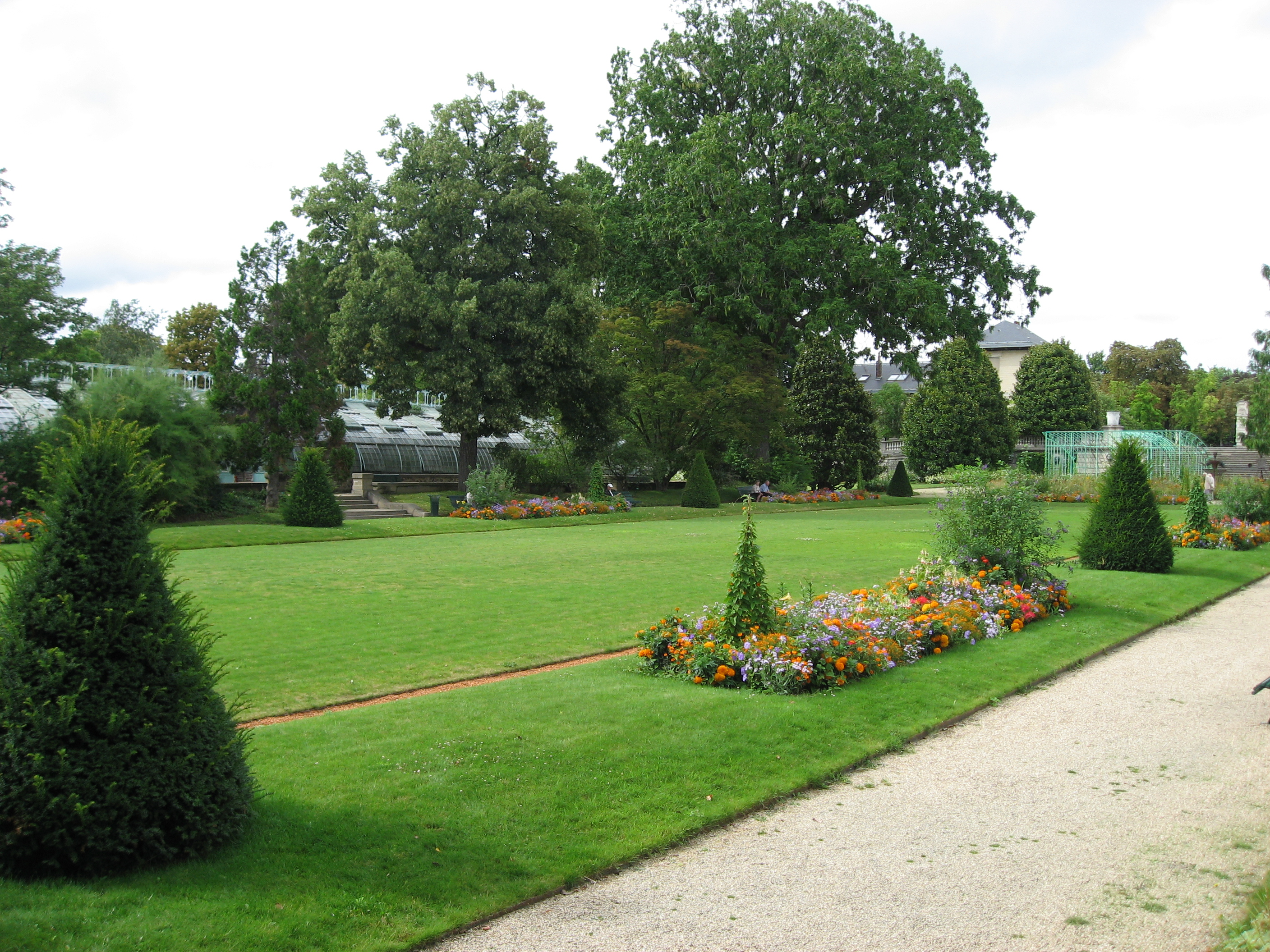
Велика головна оранжерея

### Скульптури

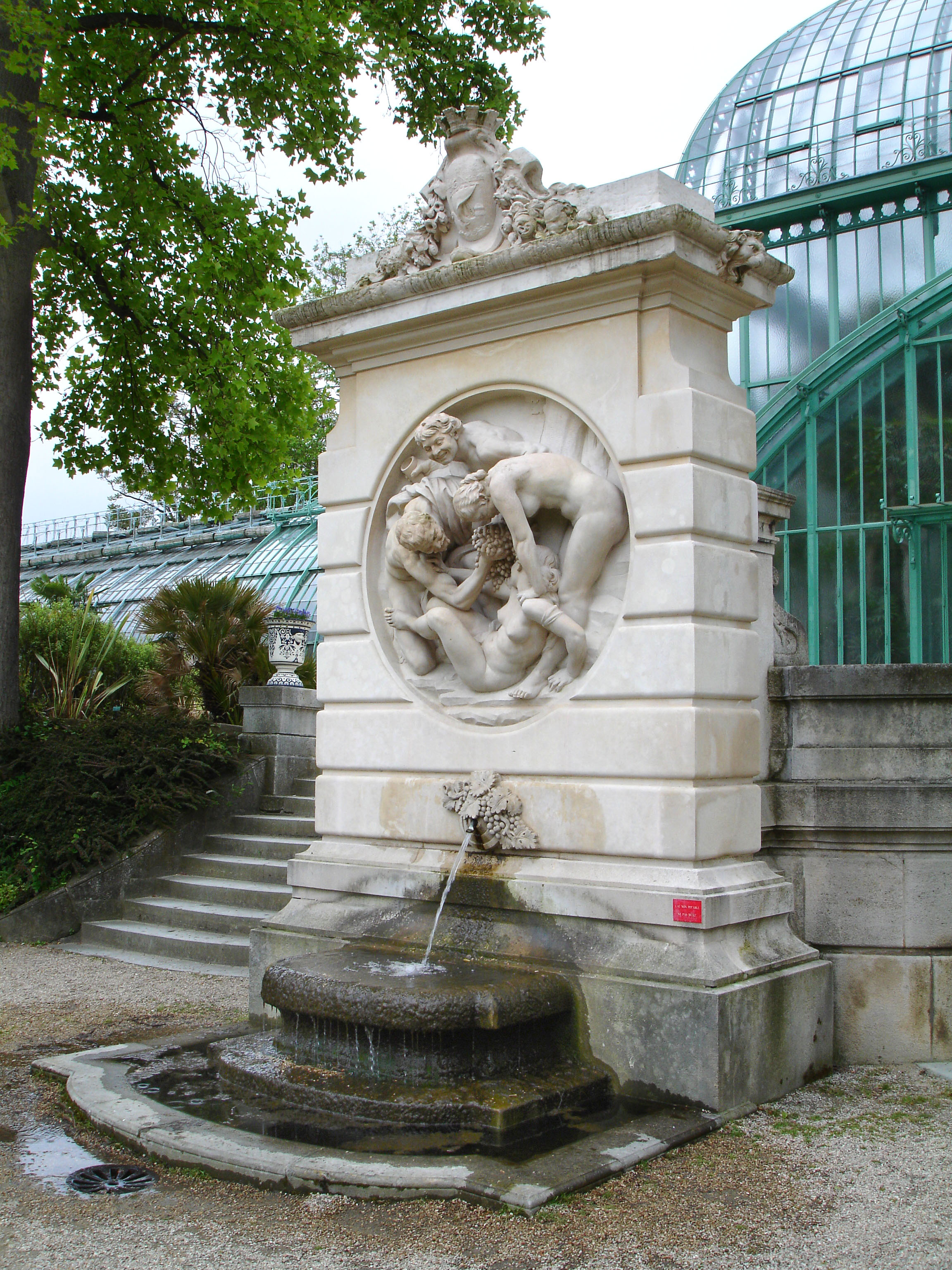
Фонтан «Пісні і танці на честь Вакха»,  Жуль Далу
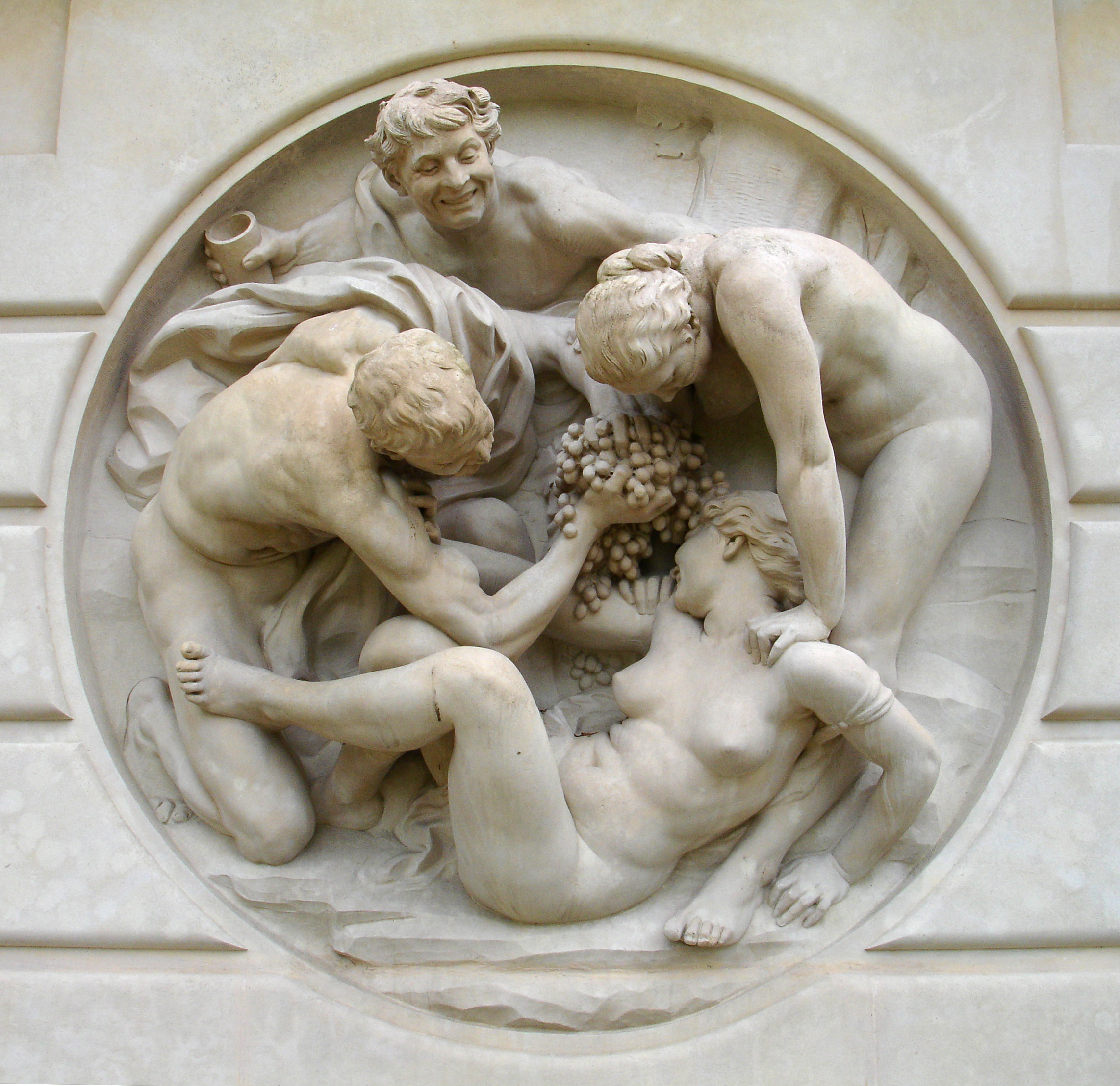
Горельєф «Вакханалія» Жуль Далу
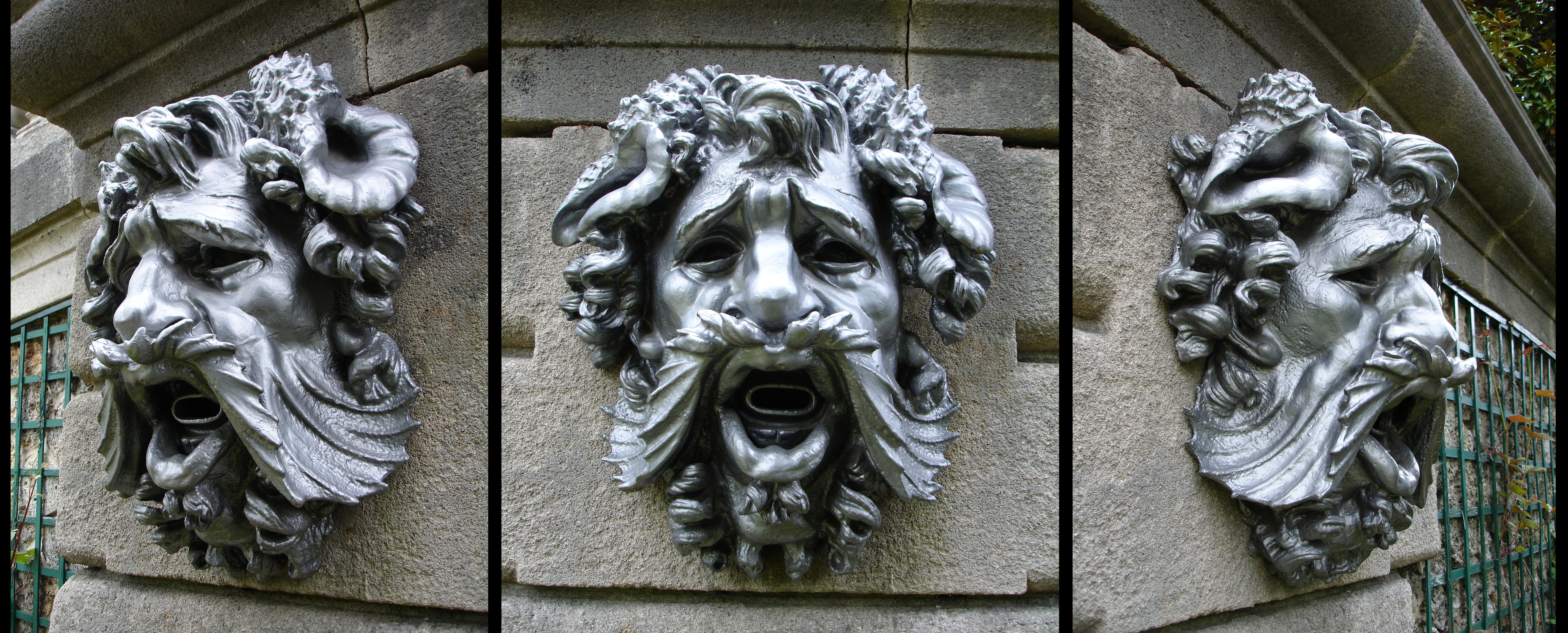
«Маскарон», Огюст Роден
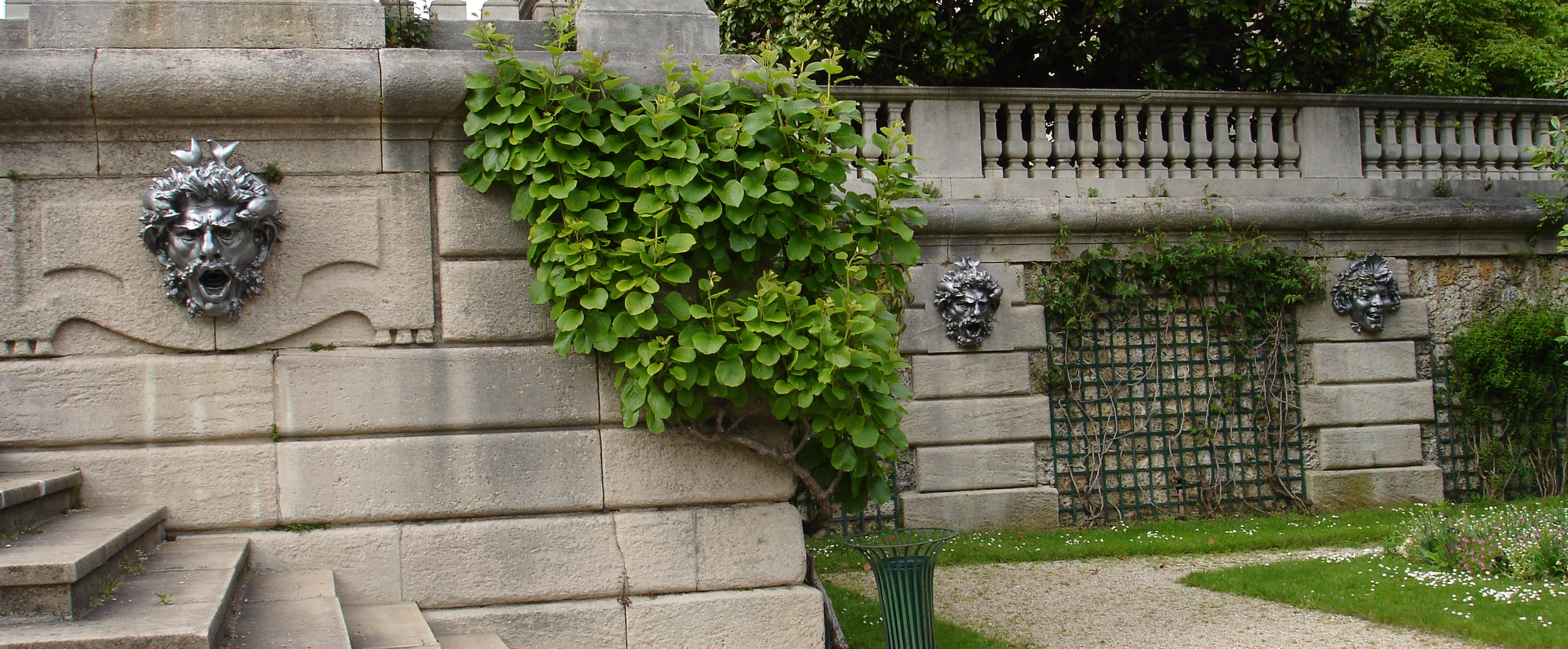
«Маскарон», Огюст Роден

## Джерело
- Mairie de Paris: Jardin Botanique de la Ville de Paris: Jardin des Serres d'Auteuil. 2003.